# Música ficta

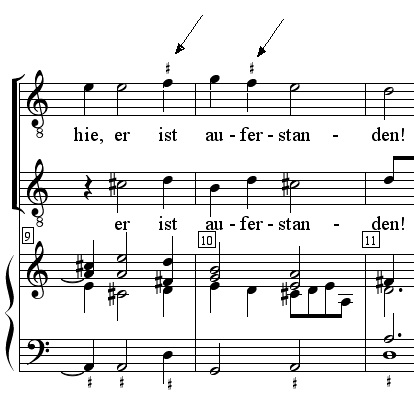
Die Auferstehungshistorie SWV.50 de Heinrich Schütz

La musica ficta, también conocida como musica falsa, falsa mutatio o coniuncta, (del latín, "música falsa, fingida o ideada") era un término aplicado en teoría de la música europea desde finales del siglo XII hasta cerca de 1600 en contraposición a la  musica recta o musica vera (del latín "música correcta" o "verdadera"). Esta expresión se utilizaba para describir todas aquellas notas, tanto escritas como añadidas mediante la improvisación de los intérpretes ayudados por su entrenamiento, que quedan situadas fuera del sistema de musica recta según lo establecido en el sistema hexacordal de Guido de Arezzo.
En la actualidad el término a menudo se aplica libremente a todas las inflexiones no escritas (recta o ficta) que deben ser deducidas del contexto musical y añadidas por el editor o por los propios ejecutantes.

## Uso histórico
Un uso común, aunque no exclusivo, de la musica ficta era evitar los intervalos melódicos o armónicos duros tales como el tritono, por ejemplo el uso de un si bemol en vez de un si natural para evitar disonancia con un fa en otra voz. Durante todo el período en el que se aplicaba el concepto de musica ficta, los cantantes se entrenaban en un sistema de hexacordos, escalas de seis notas en las que cada nota recibía estas denominaciones en orden ascendente: ut-re-mi-fa-sol-la (donde “ut” es el “do”. Un hexacordo contenía solamente un semitono entre mi y fa. El teórico del siglo XI Guido de Arezzo había señalado tres tipos de hexacordos:
- «Molle» ("suave") que comienza en fa, con un semitono entre la (en el papel del mi, en la escala que empieza con do) y si bemol (fa).
- «Naturale» ("natural") que comienza en do, con un semitono entre mi (mi) y fa (fa).
- «Durum» ("duro") que comienza en sol, con un semitono entre si (mi) y do (fa).

Los hexacordos ficta eran aquellos que tenían una nota cualquiera salvo La, Mi o Si en el papel de (mi). Por ejemplo, un Fa alto (o en términos actuales, Fa sostenido), indicado añadiendo un símbolo ♯, creaba un hexacordo ficta que comienza en Re (Re-Mi-Fa♯-Sol-La-Si) que estaría operativo hasta que esa parte se transformaba en otro hexacordo donde el Fa alto ya no era necesario. Asimismo, un bemol (♭) aplicado a cualquier que no fuese Si, indicaría que era (fa) en un hexacordo ficta; o, cuando fuese aplicado a Si, que el hexacordo era molle en vez de durum. Desafortunadamente, el uso de signos no era de ninguna manera constante: se asumía que un buen cantante "conocía sus (mi)s y (fa)s", de modo que las indicaciones solamente eran añadidas si el escribano anticipaba que los cantantes probablemente interpretarían de una manera diferente.
El funcionamiento de la ejecución exacta de la musica ficta -dónde y cuándo eran utilizadas- constituye una cuestión que suscita intensas controversias e investigación entre los musicólogos y que probablemente permanecerán por muchos años. Teóricos de la música desde Odón de Cluny en el siglo X hasta Gioseffo Zarlino en el siglo XVI establecieron reglas y situaciones muy diversas para el uso de la musica ficta. Así pues, la controversia no solo existe entre los musicólogos contemporáneos; los teóricos de finales de la Edad Media nunca llegaron a ponerse de acuerdo sobre las reglas de la musica ficta. Johannes de Garlandia del siglo XIII y Philippe de Vitry del siglo XIV escribieron que la musica ficta era esencial en el canto de polifonía debido a la necesidad de prevenir ciertas disonancias y de arreglar correctamente las cadencias; pero ambos rechazaron su uso en el canto llano. Por otra parte, el teórico de principios del siglo XIV Jacobo de Lieja insistió en que era necesario alterar las notas en el canto llano mediante un uso juicioso de la musica ficta.
Los tratados de contrapunto del Renacimiento, tales como Liber de arte contrapuncti (1477) de Johannes Tinctoris y Le istitutioni harmoniche (1588) de Gioseffo Zarlino, describieron la resolución de cadencias desde una sexta mayor a la octava o la inversión, una tercera menor al unísono que, a menos que la otra voz descienda un semitono, necesita que la voz superior añada un sostenido (véase contrapunto). En dichos puntos las alteraciones eran anotadas a veces en este período de la historia.

### Aplicación práctica
Los signos b mollis y b durum no fueron anotados con regularidad en las fuentes vocales de la Baja Edad Media y el Renacimiento, y aunque los principios que los cantantes utilizaron para proporcionar la información omitida fueron discutidos en tratados teóricos, las explicaciones resultan demasiado simplistas como para permitir a los estudiosos actuales reconstruir las antiguas prácticas con precisión. Las tablaturas debido a que convierten las prácticas implícitas de solmisación en alturas del sonido explícitas, proporcionan una visión precisa de cómo los músicos, o al menos los del siglo XVI, añadían sostenidos y bemoles a las fuentes vocales (las primeras tablaturas se publicaron a principios del siglo XVI). Robert Toft recoge en su obra una explicación de cómo los laudistas intabulaban la música vocal.
Prácticas habituales:
- Muchos músicos de épocas anteriores consideraban que la disonancia lineal (melódica) y vertical (armónica) causada por los choques entre mi y fa era ofensiva desde el punto de vista auditivo (especialmente cuando implicaba tritonos y octavas), y solían eliminar la disonancia. No obstante, las excepciones a esta práctica eran comunes, sobre todo en las cadencias;[12] algunos músicos incluso encontraban aceptables las octavas disonantes en ocasiones.[13][14]
- A pesar de la prohibición teórica de lo que Zarlino denominaba ocasiones en las que "las partes de una composición no tienen una relación armónica entre sus voces" ("le parti della cantilena non habbiano tra loro relatione armonica nelle loro voci")[15] Se trata de las relaciones falsas o cruzadas en jerga moderna. Las tablaturas del siglo XVI demuestran que los músicos a veces eliminaban y otras veces conservaban estos choques.[16][17]
- En las cadencias y otros momentos en los que dos partes vocales avanzan hacia una octava o al unísono, los cantantes normalmente se acercaban al intervalo perfecto a partir del intervalo imperfecto más cercano; cuando el intervalo imperfecto más cercano no se daba de forma natural en la música, los cantantes lo creaban añadiendo un sostenido a la voz que ascendía un tono entero o añadiendo un bemol a la voz que descendía un tono entero.[18][19]

Estas prácticas eran comunes en toda Europa, pero en Alemania los músicos seguían un conjunto distintivo de prácticas para su propia música vernácula, particularmente en las cadencias, donde regularmente evitaban acercarse a los intervalos perfectos desde los intervalos imperfectos más cercanos.

## Uso actual
En la actualidad el término se aplica a menudo vagamente a todas las inflexiones no escritas (si son realmente notas recta o ficta) que deben deducirse del contexto musical y añadirse, ya sea por el editor o por los propios intérpretes. Sin embargo, algunas de las palabras utilizadas en libros de referencia modernos para representar la musica ficta, tales como "inflexión", "alteración" y "alteraciones añadidas" quedan fuera de la manera en que muchos teóricos medievales y renacentistas describen el término.

### Ediciones modernas
Hoy en día los editores suelen mostrar sus recomendaciones sobre musica ficta en transcripciones modernas de música medieval y renacentista colocando un signo de alteración por encima de la nota en cuestión. Esto indica que estas alteraciones no formaban parte de la fuente original. En la notación actual las alteraciones se escriben antes de la nota y no sobre ella. Los editores proporcionan estos signos de musica ficta para los cantantes de hoy en día, mientras que el tipo de entrenamiento a que se sometían los cantantes de aquella época pudo haber hecho innecesarias tales indicaciones. 
Los editores colocan cualquier signo encontrado en un documento histórico en el pentagrama justo antes de la nota a la que es aplicable el signo, como lo harían con una alteración puesta por el compositor de una obra moderna e incluso tal como aparece en el documento original.